# 토머스 맥마흔
토머스 맥마흔(영어: Thomas McMahon, 1948년 ~ )은 아일랜드 공화국군 임시파(IRA) 사우스 아마그 여단의 전 자원봉사자였으며, IRA에서 가장 경험 많은 폭탄 제조자 중 한 명이었다. 맥마흔은 아일랜드 서부 슬라이고 카운티 멀라그모어 해안에서 루이 마운트배튼 경과 다른 세 명을 살해한 혐의로 유죄 판결을 받았다.